# Exposición Internacional de Electricidad

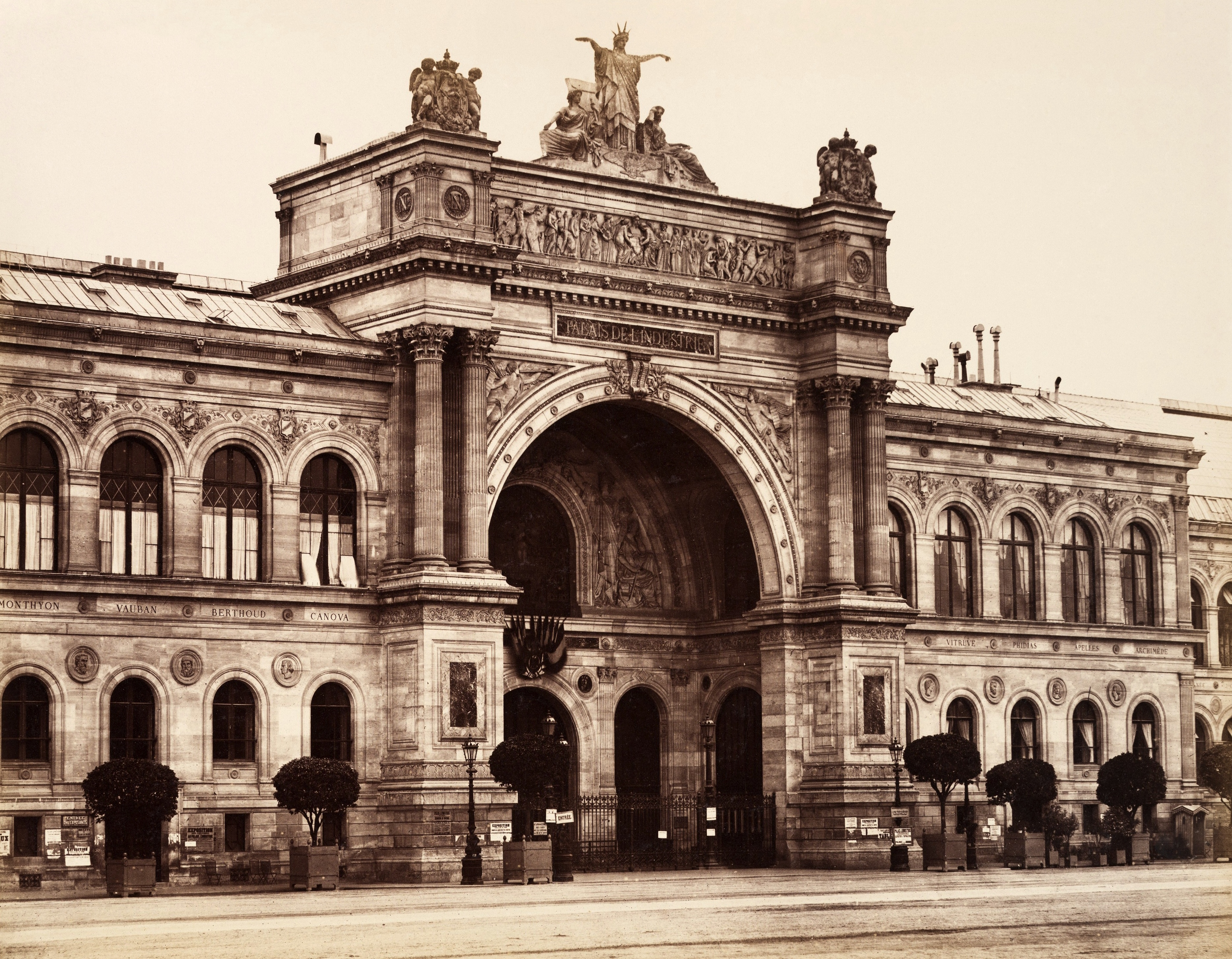
Entrada principal del Palacio de la Industria, construido para la Exposición Universal de París (1855), sede también de la Exposición Internacional de Electricidad en 1881 (fotografía de Baldus)

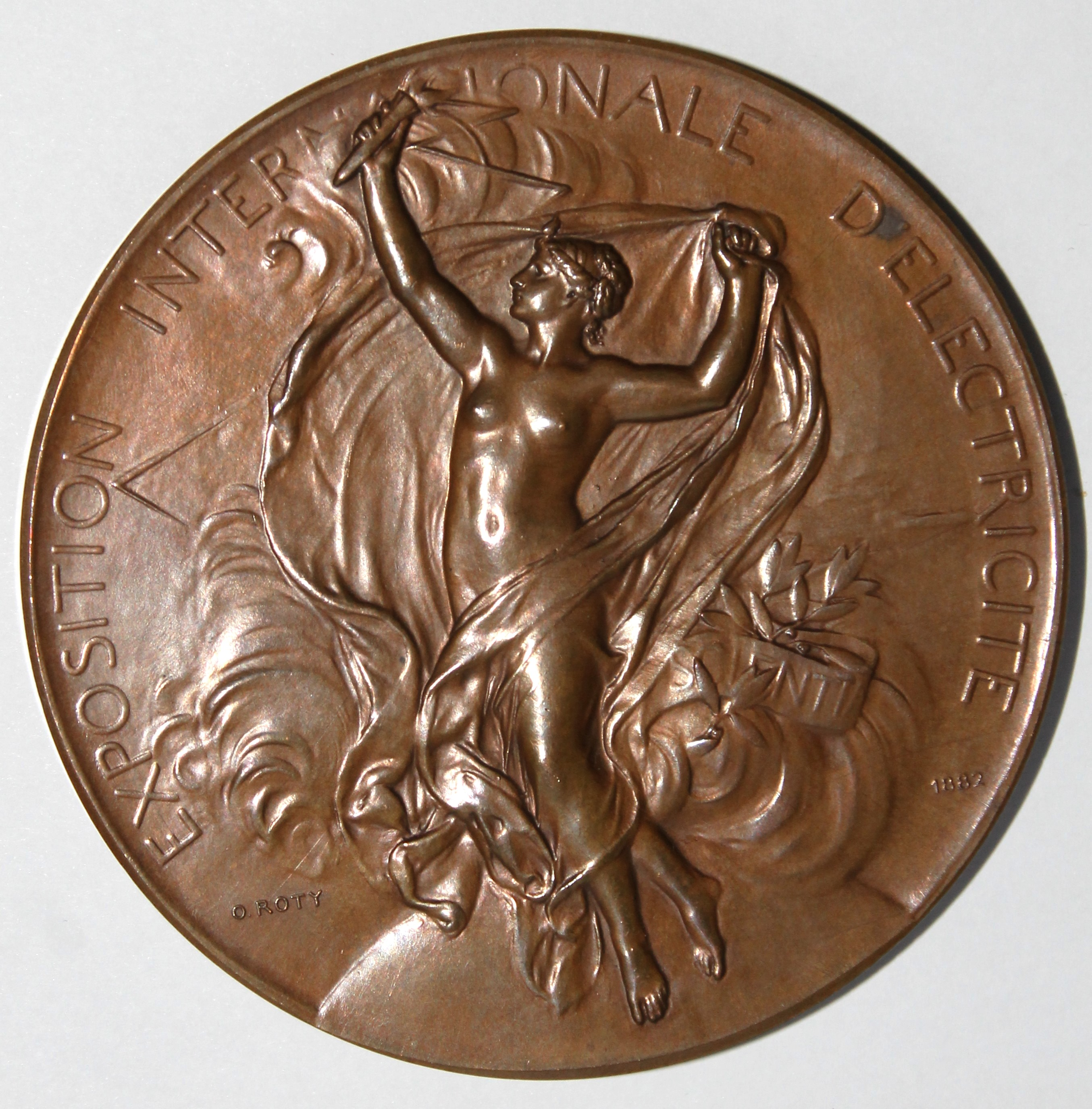
Medalla de la exposition de Louis Oscar Roty

La primera Exposición Internacional de Electricidad (en francés: Exposition internationale d'Électricité) fue una exposición internacional que se celebró en París entre el 15 de agosto de 1881 y el 15 de noviembre de 1881 en el Palais de l'Industrie, Palacio de la Industria, en los avenida de los Campos Elíseos. Fue realizada después de la Exposición Universal de 1878, donde la ingeniería eléctrica avanzada no había, según los defensores de esta última, puesta suficientemente en valor.
Esta exposición tuvo un impacto considerable. El público pudo admirar en ella, entre otras, la dinamo de Zénobe Gramme, las bombillas eléctricas de Thomas Edison, el tranvía eléctrico de Werner von Siemens, el teléfono de Alexander Graham Bell, el teatrófono de Clément Ader, una red de distribución de Marcel Deprez y un coche eléctrico de Gustave Trouvé.
Simultáneamente se realizó el primer «Congreso Internacional de Electricistas» (en francés: Congrès international des Électriciens, que tuvo lugar en los salones del Palacio del Trocadero y fue la ocasión para presentar numerosas comunicaciones científicas y técnicas.

## Organización
Georges Berger fue el  comisario general.  La Exposición, después de la puesta a su disposición del palacio por el Estado, se organizó con fondos privados. Los organizadores se aseguraron contra posibles pérdidas como en la Exposición Universal de 1867. Los beneficios, por su parte, se destinarían a sufragar trabajos científicos de interés público.
Entre los organizadores, se encontraba Adolphe Cochery, Ministro de Correos y Telégrafos de la época.
Entre los objetos expuestos se encontraban:     
- aparatos de producción y transmisión de electricidad.
- imanes naturales y artificiales.
- dispositivos para el estudio de la electricidad.
- múltiples aplicaciones de la electricidad (sonido, calor, luz, galvanoplastia, electroquímica, señalización, fuerza motriz.
- aplicaciones industriales, agrícolas y domésticas ...)
- pararrayos.
- antiguos instrumentos relacionados con la electricidad.

Léon Letrange presentó un método de producción de zinc electrolítico para reemplazar el proceso de destilación empleado hasta entonces.